# لا لسییا
لا لسییا (به اسپانیایی: La Losilla) یک دهستان در اسپانیا است که در سریا واقع شده‌است.

## خصوصیات
لا لسییا ۷ کیلومترمربع مساحت و ۱۷ نفر جمعیت دارد.